# GRB 991216
GRB 991216とは、1999年12月16日にオリオン座の方向で発見されたガンマ線バーストである。

## 発見と観測
協定世界時1999年12月16日16時7分1秒、NASAが所有するコンプトンガンマ線観測衛星の観測装置BATSE (Burst and Transient Source Experiment) がGRB 991216を発見した。続いて、イタリアとオランダが所有するベッポサックスもガンマ線を検出した。メインとなるガンマ線の放出は20秒続いた。それから数時間後から数日以内に、チャンドラX線観測衛星、ハッブル宇宙望遠鏡、MDM天文台によって、BATSEでは大雑把にしかわからない位置が正確に調べられた。
この観測体制と成果は、NASAが1996年に立ち上げた、ガンマ線バーストの位置を正確に決定する計画の最初の大きな成果であった。また、当時はガンマ線バースト観測衛星の後続機であるスウィフトの打ち上げが計画されており、既に打ち上げられているHETE-2との組み合わせでより正確な研究がされることが期待されていた。GRB 991216の観測成果は、そのような観測体制の構築が可能なことを示している。このことを記念して、GRB 991216の発見日の12月16日にちなみ、1770年同日に生まれたとされるドイツの作曲家ルートヴィヒ・ヴァン・ベートーヴェンに因みベートーヴェンバースト (Beethoven Burst) という愛称で呼ばれている。当時はガンマ線バーストの発生原理が大きな謎であったため、NASAでは当時考えられていたブラックホールに中性子星が飲み込まれたという説、太陽質量の100倍以上ある大質量星の超新星爆発という説に続き「それとも本当の熱狂的なベートーヴェンファンなのだろうか？ (Or maybe a real gung-ho Beethoven fan?)」と続けた。ただし、後のチャンドラによる、初のガンマ線バーストの観測では、X線領域の強度グラフは、ガンマ線バーストが大質量星の超新星爆発が原因であることを示している。

## 特徴
GRB 991216の赤方偏移の値は1.022であり、約112億光年先の爆発現象であることが分かる。しかしそれほどの距離がありながら、観測された視等級は18.7であった。これはBATSEが1996年9月24日に捉えたGRB 960924の2倍の明るさであり、スーパーボールバースト (Superbowl burst) と呼ばれたGRB 930131に次ぐ明るさであった。この程度の明るさのガンマ線バーストは4年に1度程度といわれている。あまりにもガンマ線の強度が高いため、8方向あるBASTEの全てがガンマ線を捉えるほどであった。
GRB 991216は、メインとなるガンマ線放出のピークが発生するおよそ15秒前に3秒程度持続する弱いパルスの放出が観測された。その理由は不明である。

## その他
Ankit Love は、ベートーヴェンの交響曲第5番をサンプルに『ベートーヴェンバースト』 (Beethoven Burst) という曲を作曲した。